# Rune Höglund
Erik Anders Rune Höglund, född 16 mars 1920 i Hanebo församling i Hälsingland, död 29 december 1980 i Engelbrekts församling i Stockholm, var en svensk företagsekonomisk forskare och företagsledare.
Höglund var verksam som assistent till Sune Carlson vid Handelshögskolan i Stockholm när denne i slutet av 1940-talet genomförde de första svenska studierna av företagsledares användning av sin arbetstid. Höglund skrev 1953 doktorsavhandlingen Företaget i samhället: en studie i fem industriföretags relationer med yttervärlden baserad på dessa studier.
Höglund var en kort tid tillförordnad professor vid Handelshögskolan, men övergick 1954 till att vara konsult inom Svenska Handelsbanken. 1960 blev han vice VD vid banken, och 1966 dess VD, då han efterträdde Tore Browaldh. Runt 1969 hamnade dock Handelsbanken i ekonomiska problem på grund av flera misslyckade företagsaffärer, och i början av 1970 avgick han därför från VD-posten, och kom att ersättas av Jan Wallander.